# 投影 (図学)
図学における投影（とうえい、英: projection）は3次元立体を2次元平面へ写すことである。投象（とうしょう）とも。
「投影」は「写し方」と「写した図」の両方を指しうるため、写し方を投影図法、図を投影図と呼び分ける場合もある。

## 概要
物体は3次元空間に立体として存在する。ヒトは3次元空間から放射される光を目の網膜曲面（2次元面）で受け止めそこから空間の構造を推察できる。また写実絵画やカメラでは空間を平面へ写し取りこれを鑑賞する。工業では製品を加工するために立体をある側面から見た図が必要になる。これらでは共通して「3次元立体を2次元平面へ写す」ことがおこなわれており、これを投影という。写真や図面は投影図といえる。
投影では各点からの投影線と投影面の交点を取って投影図を得る（#仕組み）。投影図法により得られる投影図の特性が異なるため、目的に応じた様々な投影が存在する（#分類）。

## 仕組み
投影では、3次元空間内の1点から投影線を伸ばしこれが投影面と交差した箇所をこの点の投影先とする。これを空間内すべての点に対しておこなうことで投影図を得る。

### 投影線
投影線（とうえいせん、英: projection line, 英: projector）は3次元空間中の点を投影する線である。投射線（とうしゃせん）とも。
投影線は物体のある点から放射された光の軌跡に例えられる。この光を平面（=投影面）で受け止めれば空間を平面へ写し取れる。
投影線にどのような幾何的制約を与えるかで投影図が大きく変化する。投影線が1点へ収束する制約を与えれば遠近感が発生し（透視投影）、投影線が互いに平行である制約を与えれば奥行きに依らず長さが保存される（平行投影）。

### 投影面
投影面（とうえいめん、英: projection plane）は投影線を写し取る平面である。

## 分類
投影は様々な観点から分類できる。
一例として、写し方に応じて以下のように分類できる（括弧内は別名）：
- 中心投影 (透視投影)
- 平行投影
  - 直投影（正投影）
    - 主投影（正投影）
    - 直軸測投影（軸測投影）
      - 等角投影
      - 二等角投影
      - 不等角投影

  - 斜投影
    - カバリエ投影
      - キャビネット投影

また投影面の数に着目すると単面投影と複面投影に二分できる。
- 平行投影
- 透視投影

様々な投影法による前方後円墳(仲津山古墳)のワイヤーフレーム

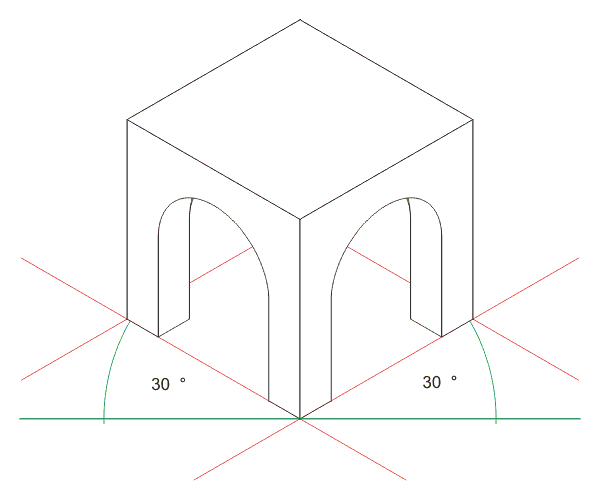
等軸測投影
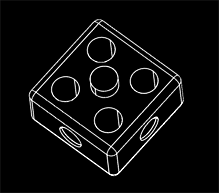
二等角投影

### 平行投影
平行投影（へいこうとうえい、英: Parallel projection）は投影線が互いに平行な投影である。

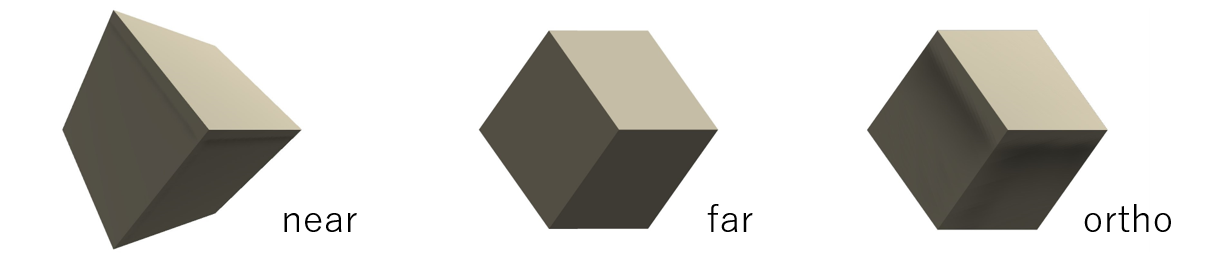
近距離からの透視投影（左）、長距離・狭画角からの透視投影（中）、平行投影（右）

視点が無限遠に存在すると仮定すると投影線は互いに平行になる。つまり無限遠視点の透視投影と平行投影は等価である（図参照）。
平行投影は投影線と投影面の直交有無によって直投影と斜投影に二分される。直投影は更に主投影、直軸測投影、標高投影に分類される。また平行投影のうち対象の直交座標軸が単一投影面上に傾いて写されるものはアクソノメトリーと呼ばれる。

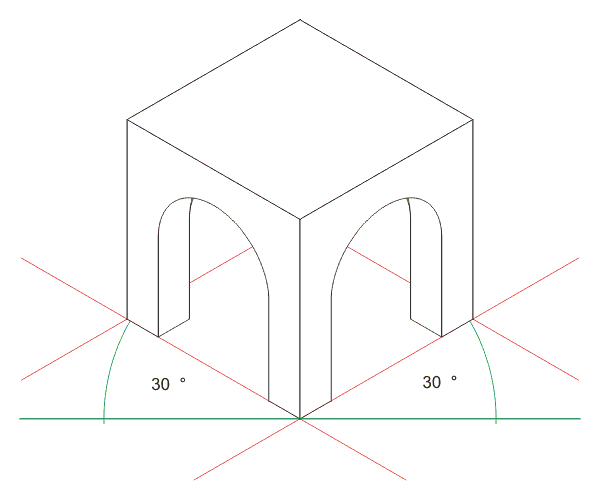
直投影
斜投影
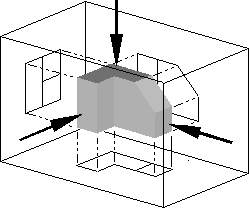
主投影
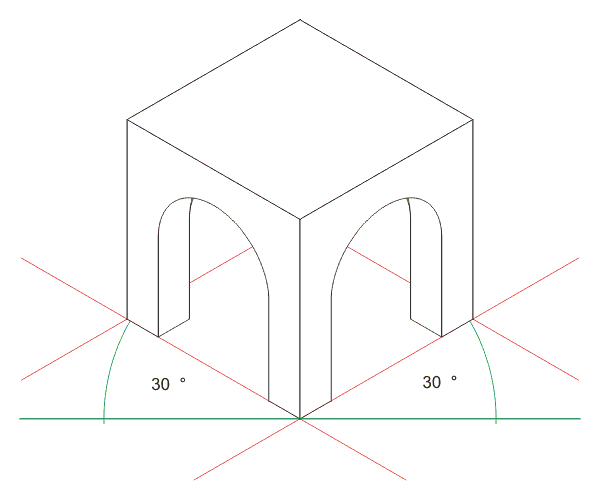
直軸測投影
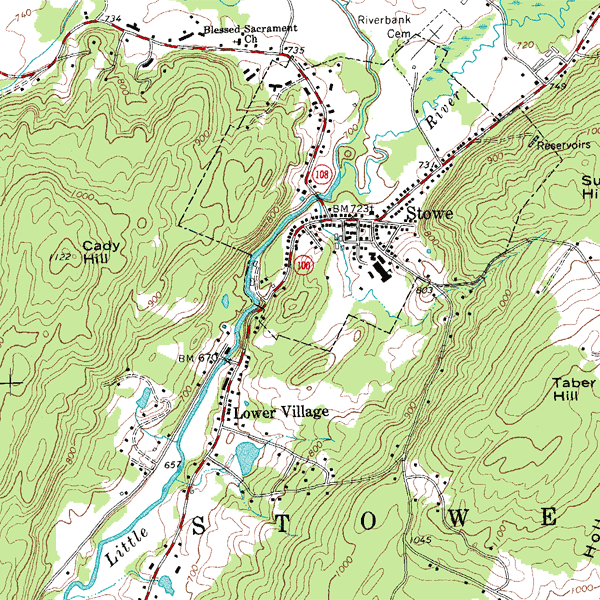
標高投影（地形図）

#### 斜投影
斜投影（、英: oblique projection）は投影線と投影面が直交しない平行投影である。
斜投影は投影面と直交する面を投影図へ写せる特性をもつ。そのため投影面と平行な対象の面を実形に保ちつつその側面も同じ投影図内に写せる。これは直投影で同様の投影をおこなうと正対する面しか像に反映されないことと対照的である。
対象の直交座標軸が単一投影面上に傾いて写される斜投影、つまりアクソノメトリックな斜投影は斜軸測投影（、英: oblique axonometry）と呼ばれる。斜投影はその特性により正面と側面を同時に単一投影面へ写しやすいため、実務的には斜投影の複面投影は稀でほとんどが斜軸測投影になる。

##### カバリエ投影
カバリエ投影（、英: cavalier projection）は対象が置かれた直交座標系のいずれかの座標面が投影面と平行になる斜投影である。直立斜投影 とも。 
投影では対象を3次元の直交座標系に置きこの空間を2次元の投影面へ写す。斜投影において座標軸がつくる平面（x-y 座標面、y-z 座標面、z-x 座標面）のいずれかが投影面と平行なとき、これをカバリエ投影という。慣例的には直交座標系の軸に沿わせる形で対象を配置するため、カバリエ投影は「対象の主たる面が投影面と平行になるよう対象を配置した斜投影」とも言える。 
カバリエ投影は平行投影の一種でありかつ対象の主たる面を投影面と平行にするため、カバリエ投影は対象の主たる面が実形を保つという特性をもつ。
またカバリエ投影は斜投影の一種でありかつ対象の主たる面を投影面と平行にするため、カバリエ投影は対象の正面と側面を同時に投影図へ反映しやすい特性をもつ。このため複面投影する必要性が薄く、カバリエ投影は基本的に単一の投影面のみを用いる（= 基本的に斜軸測投影である）。分野によってはアクソノメトリックであることを要件に入れてカバリエ投影（英: cavalier axonometry）を定義付けている。
分野によっては慣例的に「第三の軸も投影図上で実長を保つ」という制約をカバリエ投影に課す場合がある（カバリエ図とも）。この場合必然的に投影線の傾きが45°に制約される。

###### キャビネット投影
キャビネット投影（、英: cabinet projection）は主軸の傾角と比率を45°、比率を0.5としたカバリエ投影である。カビネ投影とも。

立方体のキャビネット図

cavalier axonometry と同じく、分野によってはアクソノメトリックであることを要件に入れてキャビネット投影（英: cabinet axonometry）を定義付けている。

## 投影図
投影図（とうえいず、英: projection drawing, 英: projection view）は3次元立体を2次元平面へ写すことで得られる表現・図である。

### 投影図の分類
投影図は対象と視点の位置関係から以下のように分類できる：
- 正面図（しょうめんず、英: front view）: 対象の正面に視点が正対[22]。立面図（りつめんず、英: elevation）とも[23]。
- 上面図（じょうめんず、英: top view）:  対象の上面に視点が正対[24]。平面図（へいめんず、英: plan）とも[25]。
- 側面図（そくめんず、英: side view）: 対象の側面に視点が正対[26]
- 下面図（かめんず、英: bottom view）: 対象の下面に視点が正対[27]
- 背面図（はいめんず、英: rear view）: 対象の背面に視点が正対[28]

対象の見え方が最も明瞭になるよう自由に視点を決めた投影図を主投影図（しゅとうえいず、英: principal view）という。

### ウィンドウ
投影におけるウィンドウ（英: Window）は投影面のうち投影図として切り出される領域である。窓（まど）とも。
写真や図面は投影面をウィンドウで切り出したものといえる。絵画における額縁やアニメのレイアウトにおけるメインフレームで囲まれた領域に相当する。コンピュータグラフィックスにおけるビューポートとも関係が深い。ウィンドウが切り出した空間の広さを表現する指標のひとつに画角がある（透視投影で大きな意味をもつ）。

## 投影図法
投影図法（とうえいずほう、英: projection drawing method）は3次元立体を2次元平面へ写す規則・手法・作図手順である。投影法とも。
投影図法は各投影に合わせて様々存在する。また、いくつかの図法に共通する作図のための概念が存在する。